# Atletisme als Jocs Olímpics d'Estiu de 2024 - 4x100m relleus masculí
La prova masculina de 4x100m relleus d'Atletisme als Jocs Olímpics de París 2024 va ser la 26a edició de l'esdeveniment en unes Olimpíades. La prova es va disputar entre el 8 i el 9 d'agost del 2024 a l'Stade de France de París.
La selecció del Canadà va ser la campiona de la prova olímpica després de guanyar la final amb una marca de 37,50 segons. A continuació va quedar l'equip de Sud-àfrica amb un temps de 37.94 segons, que va suposar el rècord d'Àfrica. A més, la medalla de plata va significar la primera medalla de la història en la disciplina olímpica. La medalla de bronze fou per l'equip del Regne Unit, qui va obtenir una marca de 37.61 segons.
L'equip dels Estats Units, és amb molta diferència, la selecció més guardonada, amb 15 medalles d'or i 2 medalles de plata, en les 25 edicions que l'esdeveniment ha estat present als Jocs Olímpics.

## Format
Els 4x100 metres relleus són una prova que consisteix en la participació de 4 atletes diferents en cada equip, que corren 100 metres cadascun i es passen un testimoni quan fan el relleu. La competició va començar amb la fase de Heats, on hi va haver 2 curses diferents i es van classificar els 3 primers de cada sèrie i els següents 2 millors temps globals. La final la van  disputar 8 equips i les 3 seleccions que van quedar al capdavant a la final, van obtenir les medalles.

## Classificació
La principal manera de classificar-se va ser el Campionat del Món de Curses de Relleus que es va celebrar a Nassau, els dies 4 i 5 de maig de 2024. Els 14 primers equips es van classificar directament pels Jocs Olímpics. Les 2 places sobrants, es van obtenir mitjançant el rànquing mundial, que es va tanar el 30 de juny de 2024.
| Mètode de classificació      | Places | País          |
| ---------------------------- | ------ | ------------- |
| Campionat del Món de Relleus |        | Alemanya      |
| Campionat del Món de Relleus | 14     | Austràlia     |
| Campionat del Món de Relleus | 14     | Canadà        |
| Campionat del Món de Relleus | 14     | Estats Units  |
| Campionat del Món de Relleus | 14     | França        |
| Campionat del Món de Relleus | 14     | Ghana         |
| Campionat del Món de Relleus | 14     | Itàlia        |
| Campionat del Món de Relleus | 14     | Jamaica       |
| Campionat del Món de Relleus | 14     | Japó          |
| Campionat del Món de Relleus | 14     | Libèria       |
| Campionat del Món de Relleus | 14     | Nigèria       |
| Campionat del Món de Relleus | 14     | Regne Unit    |
| Campionat del Món de Relleus | 14     | Sud-àfrica    |
| Campionat del Món de Relleus | 14     | Xina          |
| Rànquing atlètic             | 2      | Brasil        |
| Rànquing atlètic             | 2      | Països Baixos |

## Rècords
Abans de la prova, els rècords eren els següents:
| Rècord             | Selecció   | Temps | Lloc    | Data                |
| ------------------ | ---------- | ----- | ------- | ------------------- |
| Rècord del Món     | Jamaica    | 36.84 | Londres | 11 d'agost de 2012  |
| Rècord Olímpic     | Jamaica    | 36.84 | Londres | 11 d'agost de 2012  |
| Rècord Àfrica      | Sud-àfrica | 37.57 | París   | 9 d'agost de 2024   |
| Rècord Àsia        | Japó       | 37.43 | Doha    | 5 d'octubre de 2019 |
| Rècord Europa      | Regne Unit | 37.36 | Doha    | 5 d'octubre de 2019 |
| Rècord NACAC       | Jamaica    | 36.84 | Londres | 11 d'agost de 2012  |
| Rècord Oceania     | Austràlia  | 38.17 | París   | 5 de maig de 2012   |
| Rècord Sud-amèrica | Brasil     | 37.72 | Doha    | 5 d'octubre de 2019 |

## Competició

### Fase preliminar
La ronda preliminar es va disputar el 8 d'agost del 2024 a partir de les 11:35h. Hi van participar els 16 equips classificats. Es van classificar per la final, els 3 primers de cada sèrie i els 2 millor temps del còmput general.

#### Sèrie 1
| Posició | País          | Temps    |
| ------- | ------------- | -------- |
| 1       | Estats Units  | 37.47 Q  |
| 2       | Sud-àfrica    | 37.94 Q  |
| 3       | Regne Unit    | 38.04 Q  |
| 4       | Japó          | 38.06 q  |
| 5       | Itàlia        | 38.07 q  |
| 6       | Austràlia     | 38.12 AR |
| 7       | Nigèria       | 38.20    |
| 8       | Països Baixos | 38.38    |

#### Sèrie 2
| Posició | País     | Temps   |
| ------- | -------- | ------- |
| 1       | Xina     | 38.24 Q |
| 2       | França   | 38.34 Q |
| 3       | Canadà   | 38.39 Q |
| 4       | Jamaica  | 38.45   |
| 5       | Alemanya | 38.53   |
| 6       | Brasil   | 38.73   |
| 7       | Libèria  | 38.97   |
| 8       | Ghana    | DQ      |

### Final
La final es va disputar el 9 d'agost del 2024 a les 19:47h.
| Posició | País         | Temps    |
| ------- | ------------ | -------- |
| 1       | Canadà       | 37.50    |
| 2       | Sud-àfrica   | 37.57 AR |
| 3       | Regne Unit   | 37.61    |
| 4       | Itàlia       | 37.68    |
| 5       | Japó         | 37.78    |
| 6       | França       | 37.81    |
| 7       | Xina         | 38.06    |
| 8       | Estats Units | DQ       |

## Medaller històric
| Posició | País                | Or | Argent | Bronze | Total |
| ------- | ------------------- | -- | ------ | ------ | ----- |
| 1       | Estats Units        | 15 | 2      | 0      | 17    |
| 2       | URSS                | 2  | 4      | 1      | 7     |
| 3       | Regne Unit          | 2  | 3      | 3      | 8     |
| 4       | Canadà              | 2  | 1      | 2      | 5     |
| 5       | Jamaica             | 2  | 1      | 0      | 3     |
| 6       | Alemanya            | 1  | 2      | 2      | 5     |
| 7       | Itàlia              | 1  | 1      | 2      | 4     |
| 8       | Trinitat i Tobago   | 1  | 1      | 0      | 2     |
| 9       | Japó                | 0  | 2      | 0      | 2     |
| 9       | Polònia             | 0  | 2      | 0      | 2     |
| 11      | França              | 0  | 1      | 5      | 6     |
| 12      | Cuba                | 0  | 1      | 2      | 3     |
| 12      | Brasil              | 0  | 1      | 2      | 3     |
| 13      | Nigèria             | 0  | 1      | 1      | 2     |
| 13      | Suècia              | 0  | 1      | 1      | 2     |
| 15      | Alemanya de l'Est   | 0  | 1      | 0      | 1     |
| 15      | Sud-àfrica          | 0  | 1      | 0      | 1     |
| 17      | Xina                | 0  | 0      | 1      | 1     |
| 17      | Alemanya Occidental | 0  | 0      | 1      | 1     |
| 17      | Hongria             | 0  | 0      | 1      | 1     |
| 17      | Països Baixos       | 0  | 0      | 1      | 1     |